# Schleifring (Unternehmen)
Die Schleifring GmbH in Fürstenfeldbruck und einer weiteren Produktionsstätte in Kaufbeuren ist ein Unternehmen der Schleifring Gruppe. Sie produziert und entwickelt Schleifringe (Drehübertragungssysteme) für elektrische Leistung, Signale, Daten und Medien. SCHLEIFRING ist Weltmarktführer auf dem Gebiet der Drehübertragung.
Zu ihr gehören die Tochtergesellschaften Schleifring North America, LLC und Electro-Miniatures Corp. in den USA und Schleifring Transmission Technology (Tianjin) Co., Ltd. in China.

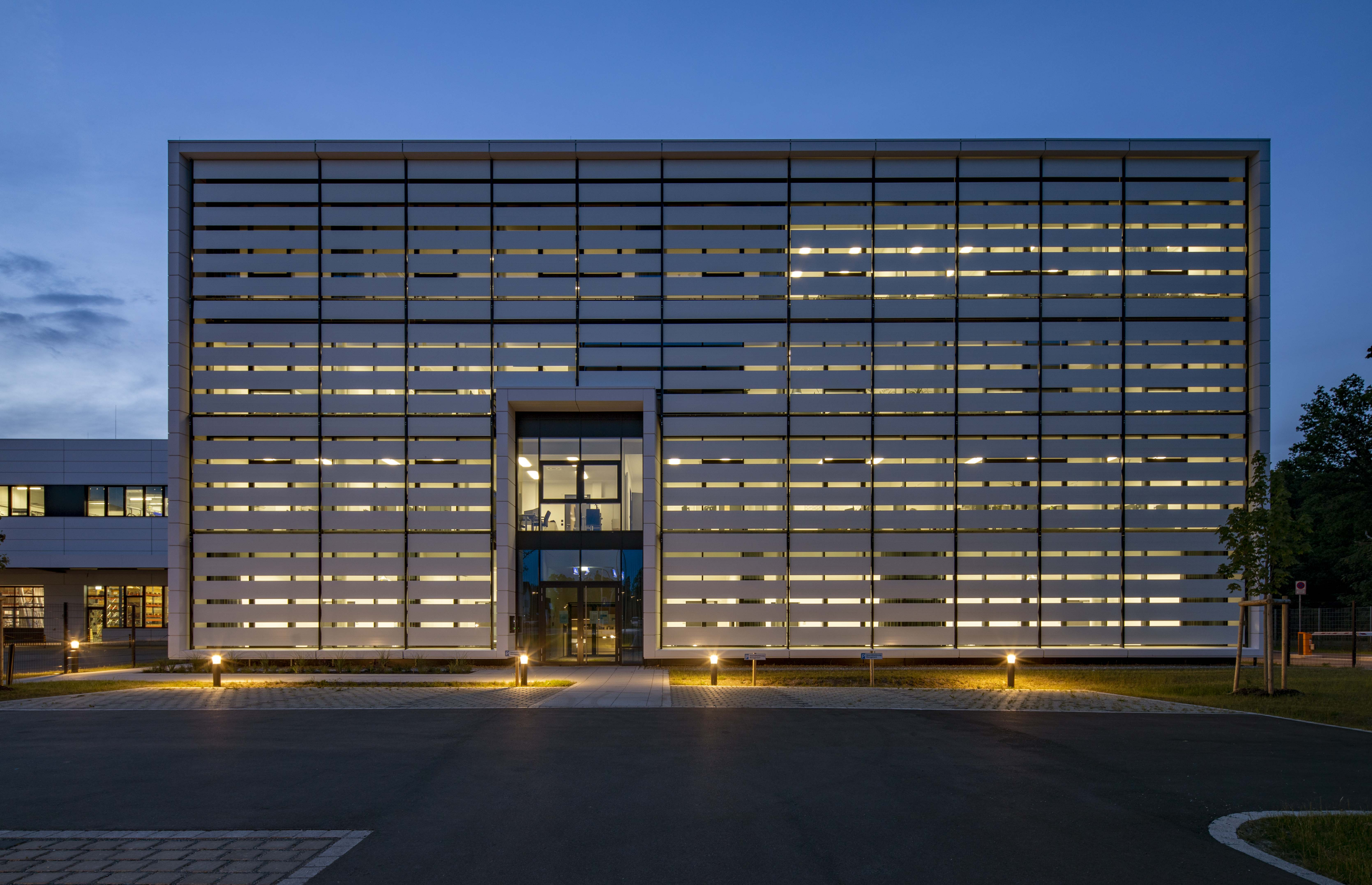

## Geschichte
1974 wurde die Gesellschaft in Fürstenfeldbruck gegründet. Im Jahre 1980 übernahm die Wegmann & Co. Beteiligungsgesellschaft mbH als neuer Hauptgesellschafter 90 % der Firmenanteile. 1997 wurde in Kaufbeuren eine zweite deutsche Produktionsstätte eröffnet. Hier werden Schleifringe für die Medizin- und Sicherheitstechnik gefertigt. Im Jahr 2000 entstand mit der Schleifring North America, LLC in Elgin, Illinois eine weitere Tochter. 2003 erschien das erste Gantry-Komplettsystem für CT-Scanner auf dem Markt. Ein Jahr darauf erhielt das Unternehmen den Bayerischen Mechatronik Innovationspreis. 2006 folgte die Qualitätsauszeichnung „Lieferant des Jahres“ von Siemens Medical Systems, aus einer Gruppe von 1.422 Lieferanten als Bester in der Kategorie Qualität.
Das Unternehmen ist Inhaber mehrerer Patente. 2010 erfolgte eine Erweiterung des Werkes Fürstenfeldbruck und die Gründung der Tochter Schleifring Transmission Technology (Tianjin) Co., Ltd. in China für den Vertrieb und die Wartung von Schleifringen von Windkraftanlagen für den chinesischen Markt.
2020 erwarb die Schleifring GmbH 100 % der Eigentumsanteile von Electro-Miniatures Corp. (EMC) in Moonachie, New Jersey, USA. EMC entwickelt und produziert Schleifringe für militärische Anwendungen und Satelliten in den USA.
Die Schleifring GmbH ist die Obergesellschaft im gleichnamigen Geschäftsbereich der Wegmann Holding.

## Produkte und Einsatzgebiete
Das Unternehmen erstellt Drehübertrager (Schleifringe) für Einsatzbereiche, wie
- Windkraftanlagen zur hydraulischen, oder elektrischen Pitchverstellung[6]
- Medizintechnik: für die Computertomographie mit Innendurchmessern von bis zu zwei Metern
- Radar-Anlagen
- Verteidigungsindustrie: z. B. in gepanzerten Fahrzeugen und in Panzertürmen wie dem Leopard 1, Leopard 2, dem Schützenpanzer Puma und dem Flugabwehrkanonenpanzer Gepard
- Drehverbindungen für die Sicherheitstechnik, Gepäckscanner-Schleifringe
- Luft- und Raumfahrttechnik: für den Einsatz im Vakuum, bei extremen Temperaturschwankungen und ionisierender Strahlung
- Remotely Operated Vehicles wie z. B. Sonargeräte, Unterwasser-Aufnahmegeräte sowie zur Erdölförderung
- industrielle Anwendungen u. a. in der Automobilindustrie, Pharma- und Lebensmittelindustrie und der Drucktechnik

## Übertragungstechnologien
- Die kontaktierende Drehübertragung von elektrischer Leistung, Signalen und Daten von BUS-Systemen erfolgt durch drei Basiskontaktpaarungen: Goldfederdraht, Metallgraphit und Silberband.
- Kontaktlose Daten- und/oder Leistungsübertragung (induktive Leistungsübertragung), kapazitive Datenübertragung bei geringer Bit-Fehlerrate.
- Übertragung optischer Signale durch Lichtwellenleiter – passiv, bidirektional und unbeeinflusst von EMI, EMP und ESD.
- Hochfrequenz-Übertragung bei einem Frequenzbereich bis etwa 250 MHz; kontaktlose Datenübertragung bis 10 Gbit/s.
- Mediendrehverbindungen oder Hybridsysteme zur Übertragung von Flüssigkeiten (Wasser, Öl, Kühlflüssigkeiten) oder Gasen Druckluft.